# Шахбазян, Эдмен
Э́дмен Шахбазя́н (англ. Edmen Shahbazyan; арм. Էդմեն Շահբազյան, род. 20 ноября 1997, Глендейл, Калифорния) — американский боец смешанных единоборств армянского происхождения, представитель средней весовой категории, выступающий в UFC.

## Юность
Эдмен Шахбазян боец родом из Глендейла, штат Калифорния, где подавляющее большинство населения армяне. Родители Эдмена из Еревана, Армения. Его старший брат Леон также является профессиональным бойцом, выступает в The Ultimate Fighter. Эдмен начал заниматься боевыми искусствами в возрасте 9 лет и с 12 лет тренируется в своём спортивном клубе «Glendale Fighting Club». Будучи подростком, он служил партнёром по тренировкам для Ронды Роузи.

## Карьера в смешанных единоборствах

### Ранняя карьера
Эдмен Шахбазян дебютировал в смешанных единоборствах в девятнадцати летнем возрасте 25 февраля 2017 года на CXF 6. Он встретился с Селой Уильямсом и победил техническим нокаутом в первом раунде. Эдмен продолжил своё развитие в смешанных боевых искусствах в Калифорнии, его рекорд составил шесть побед, ни одного поражения, выиграв все бои нокаутом в первом раунде.
Шахбазян был приглашён для участия в пятом эпизоде второго сезона «Ночной соперник» в шоу Даны Уайта. Там Эдмен встретился с Антонио Джонсом, победив техническим нокаутом всего за 40 секунд в первом раунде. Его выступление привело к тому, что ему предложили контракт на бой в UFC.
Менеджмент Эдмена является менеджером Ронды Роузи именующийся «Ronda Rousey’s One Fight Management».

### Карьера в UFC
Эдмен Шахбазян дебютировал в UFC 30 ноября 2018 года в финале The Ultimate Fighter 28 против Даррена Стюарта. Он выиграл бой раздельным решением судей.
Следующий бой Шахбазяна был против Чарльза Берда на UFC 235 Он выиграл бой нокаутом в первом раунде.
Следующим противником Эдмена стал Джек Маршман 6 июля 2019 года на UFC 239. Эдмен Шахбазян выиграл бой в первом раунде удушением сзади.
Ожидалось, что Шахбазян встретится с Кшиштофом Йотко 2 ноября 2019 года на UFC 244. Однако Йотко выбыл из-за травмы и был заменён на Брэда Тавареса. Эдмен выиграл бой нокаутом в первом раунде ударом ногой в голову.
1 августа 2020 года Эдмен в главном бою вечера на UFC Fight Night 173: Brunson vs. Shahbazyan проиграл техническим нокаутом Дереку Брансону в третьем раунде, тем самым прервав свою серию из 11 побед подряд.
15 февраля 2025 нокаутировал Дилана Будку в первом раунде

## Титулы и достижения

### Смешанные единоборства
- Ultimate Fighting Championship
  - Обладатель премии «Выступление вечера» (один раз) против Дальчи Лунгиамбулы.

## Статистика
| Боёв 20  | Побед 15 | Поражений 5 |
| -------- | -------- | ----------- |
| Нокаутом | 12       | 3           |
| Сдачей   | 1        | 1           |
| Решением | 2        | 1           |

| Результат | Рекорд | Соперник             | Способ                                | Турнир                                      | Дата            | Раунд | Время | Место                         | Примечание               |
| --------- | ------ | -------------------- | ------------------------------------- | ------------------------------------------- | --------------- | ----- | ----- | ----------------------------- | ------------------------ |
| Победа    | 15-5   | Андре Петроски       | Единогласное решение                  | UFC Fight Night: Усман vs. Бакли            | 14 июня 2025    | 3     | 5:00  | Атланта, Джорджия, США        |                          |
| Победа    | 14-5   | Дилан Будка          | KO (удары)                            | UFC Fight Night: Каннонир vs. Родригес      | 15 февраля 2025 | 1     | 1:35  | Лас-Вегас, Невада, США        | «Выступление вечера» (2) |
| Победа    | 13-5   | Джеральд Миршерт     | Удушающий приём (ручной треугольник)  | UFC on ESPN: Каннонир vs. Борралью          | 24 августа 2024 | 2     | 4:12  | Лас-Вегас, Невада, США        |                          |
| Победа    | 13-4   | Эй Джей Добсон       | KO (удары)                            | UFC Fight Night: Рибас vs. Намаюнас         | 23 марта 2024   | 1     | 4:33  | Лас-Вегас, Невада, США        |                          |
| Поражение | 12-4   | Энтони Эрнандес      | TKO (удары)                           | UFC Fight Night: Дерн vs. Хилл              | 20 мая 2023     | 3     | 1:01  | Лас-Вегас, Невада, США        |                          |
| Победа    | 12-3   | Дальча Лунгиамбула   | TKO (удары локтями)                   | UFC 282                                     | 10 декабря 2022 | 2     | 4:41  | Лас-Вегас, Невада, США        | «Выступление вечера» (1) |
| Поражение | 11-3   | Нассурдин Имавов     | TKO (удары локтями)                   | UFC 268                                     | 6 ноября 2021   | 2     | 4:42  | Нью-Йорк, США                 |                          |
| Поражение | 11-2   | Джек Херманссон      | Единогласное решение                  | UFC Fight Night: Фонт vs. Гарбрандт         | 22 мая 2021     | 3     | 5:00  | Лас-Вегас, Невада, США        |                          |
| Поражение | 11-1   | Дерек Брансон        | TKO (удары)                           | UFC Fight Night 173: Brunson vs. Shahbazyan | 1 августа 2020  | 3     | 0:26  | Лас-Вегас, Невада, США        |                          |
| Победа    | 11-0   | Брэд Таварес         | KO (удар ногой в голову)              | UFC 244                                     | 2 ноября 2019   | 1     | 2:27  | Нью-Йорк, США                 |                          |
| Победа    | 10-0   | Джек Маршман         | Сдача (удушение сзади)                | UFC 239                                     | 6 июля 2019     | 1     | 1:12  | Лас Вегас, Невада, США        |                          |
| Победа    | 9-0    | Чарльз Берд          | TKO (удары локтями и добивание)       | UFC 235                                     | 2 марта 2019    | 1     | 0:38  | Лас Вегас, Невада, США        |                          |
| Победа    | 8-0    | Даррен Стюарт        | Раздельное решение                    | The Ultimate Fighter: Heavy Hitters Finale  | 30 ноября 2018  | 3     | 5:00  | Лас Вегас, Невада, США        |                          |
| Победа    | 7-0    | Антонио Джонс        | TKO (удары)                           | Dana White’s Contender Series 13            | 17 июля 2018    | 1     | 0:40  | Лас Вегас, Невада, США        |                          |
| Победа    | 6-0    | Дэниель МаксВилльямс | TKO (удары)                           | CXF 12                                      | 21 апреля 2018  | 1     | 0:30  | Бербанк, Калифорния,США       |                          |
| Победа    | 5-0    | Аарон Хэмилтон       | TKO (удары)                           | CXF 11                                      | 17 февраля 2018 | 1     | 1:08  | Лос-Анджелес, Калифорния, США |                          |
| Победа    | 4-0    | Энтони Томас         | TKO (удары)                           | Gladiator Challenge: Fight Club             | 7 октября 2017  | 1     | 0:14  | Эль-Кахон, Калифорния, США    |                          |
| Победа    | 3-0    | Дежон Даниэльс       | TKO (удары)                           | CXF 8                                       | 17 июня 2017    | 1     | 2:58  | Бербанк, Калифорния,США       |                          |
| Победа    | 2-0    | Дэрми Стрит          | TKO (удары)                           | CXF 7                                       | 29 апреля 2017  | 1     | 3:16  | Лос-Анджелес, Калифорния, США |                          |
| Победа    | 1-0    | Селай Уильямс        | TKO (удар ногой в голову и добивание) | CXF 6                                       | 25 февраля 2017 | 1     | 0:43  | Лос-Анджелес, Калифорния, США | Дебют в среднем весе.    |